# Der Mondabend (Bruckner)

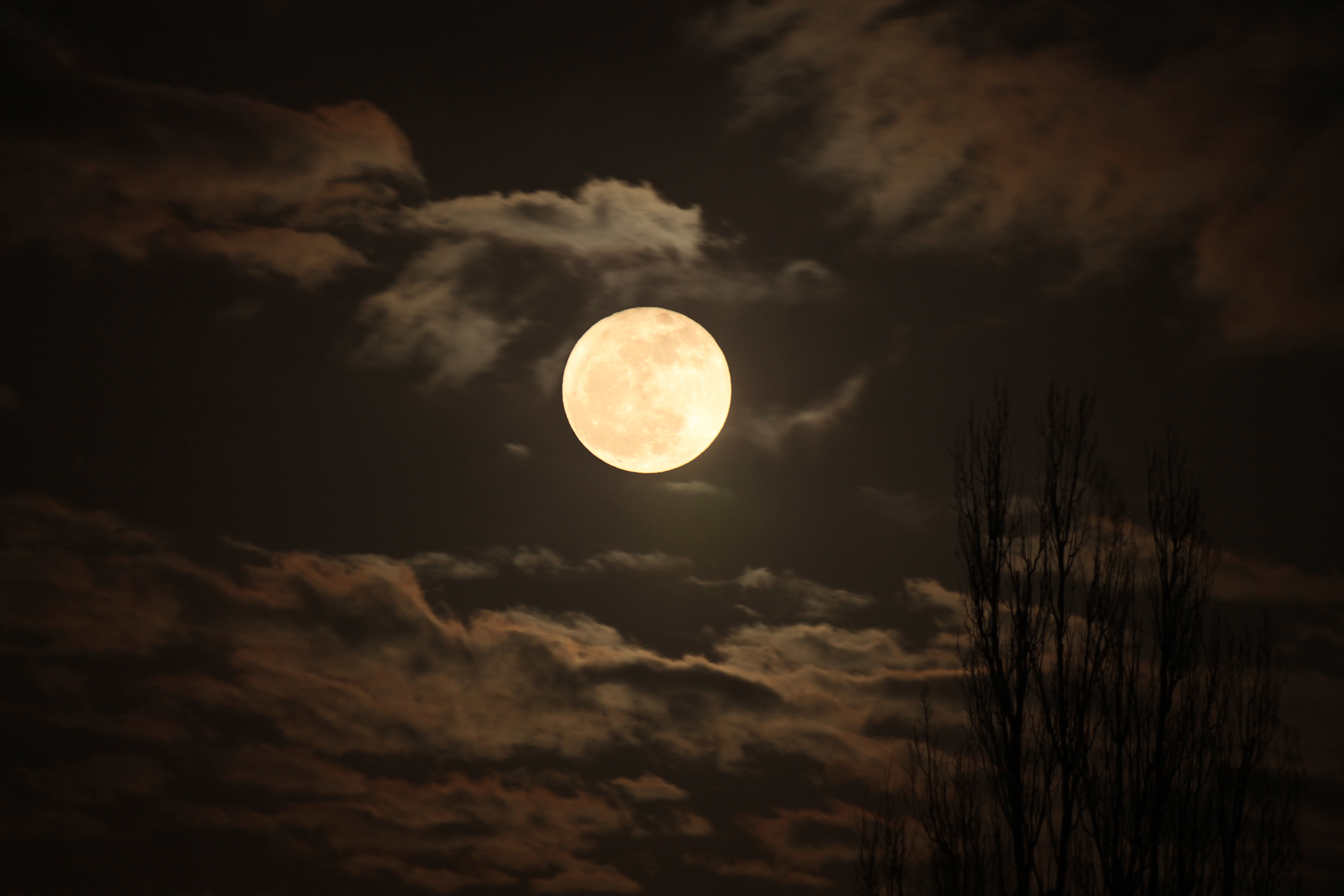
Der Mondabend ist ein Lied von Anton Bruckner.

Der Mondabend, WAB 200, ist ein Lied, das Anton Bruckner um 1850 für Aloisia Bogner komponierte.

## Geschichte
Der Mondabend, WAB 200, ist ein Lied in A-Dur, das Bruckner während seines Aufenthalts im Stift St. Florian für seine Klavierschülerin Aloisia Bogner um 1850 komponierte. Die 16-jährige Aloisia Bogner, alias Louise oder Luise Bogner, war die ältere Tochter von Michael Bogner, bei dem Bruckner wohnte. Bruckner komponierte für sie auch das Frühlingslied und die Klavierwerke Lancier-Quadrille, WAB 120, und Steiermärker, WAB 122.
Das Manuskript des Liedes ist Teil des Werkbuchs Lieder für eine Singstimme mit Clavier-Begleitung für Fräulein Louise Bogner, das auch Transkriptionen von Friedrich Silchers Ännchen von Tharau, Lebe wohl, geliebtes Wesen von Anton Emil Titls Oper Der Zauberschleier, und Franz Wilhelm Abts Waltzer Juheisa juhei, ihr Tänzer herbei. Das Werkbuch, das sich im Nachlass von Aloisia Bogner befand, wurde 1957 vom Oberösterreichischen Landesmuseum in Oberösterreich erworben. Ein Faksimile des Werkbuchs ist 2015 in den Oberösterreichischen Schriften zur Volksmusik erschienen.
Die Ersteinspielung des Liedes stammt von Robert Holzer am 23. Juni 2015.

## Text
Bruckners Lied basiert auf dem Gedicht Der Mondabend von Johann Gottfried Kumpf:
Rein und freundlich lacht der Himmel nieder auf die dunkle Erde,

Tausend goldne Augen blinken lieblich in die Brust der Menschen,

Und des Mondes lichte Scheibe segelt heiter durch die Bläue.

Auf den goldnen Strahlen zittern süßer Wehmut Silbertropfen,

Dringen sanft mit leisem Hauche in das stille Herz voll Liebe,

Und befeuchten mir das Auge mit der Sehnsucht zartem Thaue.

Funkelnd prangt der Stern des Abends in den lichtbesäten Räumen,

Spielt mit seinen Demantblitzen durch der Lichte Duftgewebe,

Und viel holde Engelsknaben streuen Lilien um die Sterne.

Schön und hehr ist wohl der Himmel in des Abends Wunderglanze,

Aber meines Lebens Sterne wohnen in dem kleinsten Kreise:

In das Auge meiner Sylli sind sie alle hingezaubert.

## Musik
Das 12 Takte lange Lied in A-Dur in 3/4 ist für Solostimme und Klavier besetzt.
Eine Reminiszenz – in der gleichen Tonart (A-Dur), Metrum (3/4) und den ersten vier Noten – an Schuberts Der Mondabend, ein Lied, das Aloisia Bogner sehr gut gefiel. 
Die schlichte Begleitung des Liedes dürfte wohl dazu gedacht gewesen sein, der Widmungsträgerin eine leichte Aufführung zu ermöglichen.

## Diskografie
Es gibt zwei Aufnahmen von Der Mondabend:
- Robert Holzer (Bass), Thomas Kerbl (Klavier), Anton Bruckner: Lieder, Chöre, Magnificat – CD: Gramola 99071, 2015; eine Neuauflage der CD LIVA 046 Anton Bruckner Lieder/Magnificat (2011), mit der Ersteinspielung von Der Mondabend. NB: Transponiert nach E-Dur.
- Elisabeth Wimmer (Sopran), Daniel Linton-France (Klavier), "Bruckner, Anton – Böck liest Bruckner I" – CD: Gramola 99195, 3. Oktober 2018 – erste und dritte Strophe in Schuberts Vertonung, zweite und vierte in Bruckners Vertonung.